# SMU Scout
Denna artikel behandlar det historiska scoutförbundet "SMU Scout". För den sammanslagna organisationen från 2013 som till stor del överensstämmer med SMU Scout, se Equmeniascout. 

SMU Scout var scoutverksamheten inom Svenska Missionskyrkans Ungdom (SMU) och de sista åren equmenia. SMU Scout blev formellt equmeniascout den 5 augusti 2013 i samband med en ceremoni under riksscoutlägret "Trampolin". SMU Scout var ansluten till Svenska Scoutrådet och därigenom även till världsorganisationerna WOSM och WAGGGS. SMU Scout var det näst största scoutförbundet i Sverige, efter Svenska Scoutförbundet, och hade vid sitt upplösande cirka 10 600 medlemmar fördelade på 500 lokala kårer. Landet uppdelades i 7 distrikt som sammanföll med moderorganisationen Svenska Missionskyrkans distrikt; Mellansvenska distriktet, Mälardalens distrikt, Södra Götalands distrikt, Västra Götaland, ÖrebroVärmlandDal, Östra Götalands distrikt, Övre Norrlands distrikt. SMU Scouts högsta beslutande organ var SMU:s och senare equmenias riksstämma, mellan stämmorna leddes SMU Scout av SMU/equmenias styrelse och den strategiska arbetsgruppen för scoutarbete (scoutstaget).

## Historia

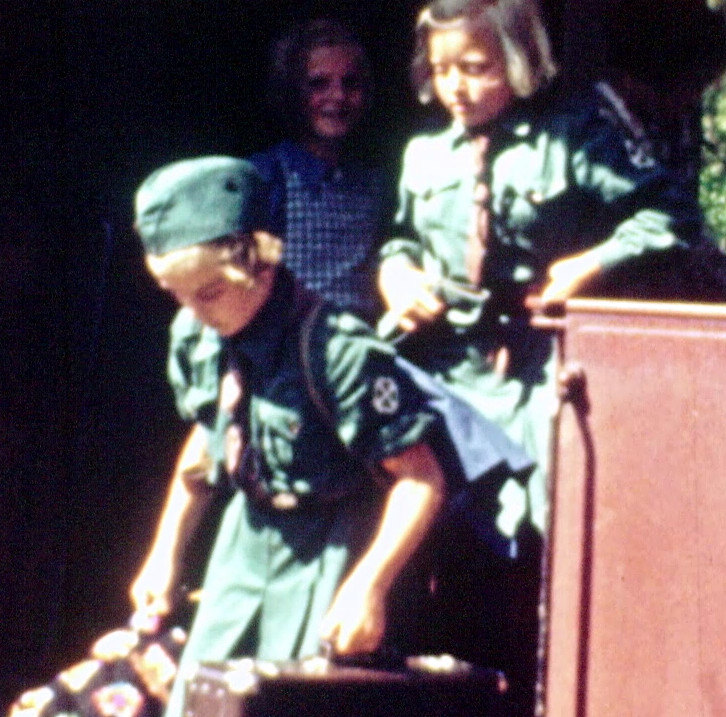
SMU-flickscouter från Våra Flickor anländer till Lågarölägret utanför Stockholm den 7-14 augusti 1939.

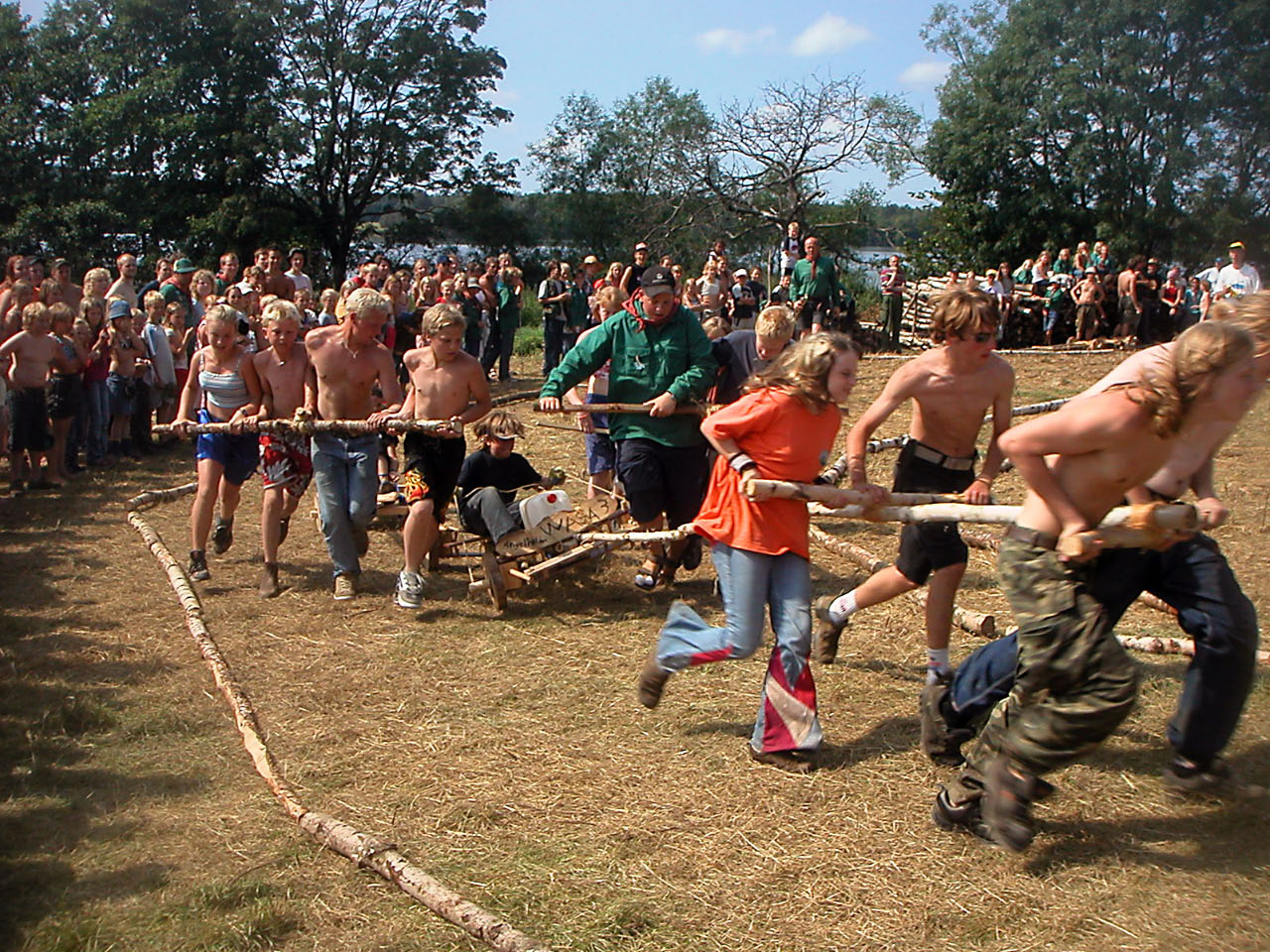
SMU-scouter tävlar med surrade vagnar

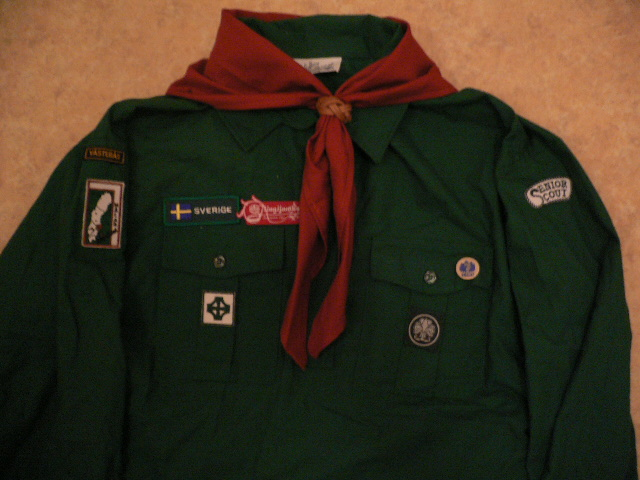
SMU Scouts officiella scoutskjorta fram till sommaren 2007.

SMU:s scoutarbete inleddes i början 1930-talet, då med olika organisationer för flickor och pojkar; Våra Pojkar (1931) och Våra Flickor (1936). SMU Scouts verksamhet influerades delvis av Svenska scoutförbundet och KFUK-KFUMs scoutförbund som hade börjat sin verksamhet två årtionden tidigare. SMU anammade idén med patruller, ålderssektioner och scoutkårer.
År 1957 bytte Våra Pojkar och Våra Flickor namn och blev istället SMU Scout, dock fortfarande uppdelat i pojk- och flicksektioner. SMU Scouts verksamhet riktade sig vid den här tiden främst till barn mellan 9 och 12 år, när man sedan blev tonåring började man istället i SMU junior och senare även SMU senior.
SMU Scout ansökte om medlemskap i Svenska Scoutunionen 1961, men godkändes inte förrän i och med rikslägret Vätterriks 1963. 
Många av förändringarna i SMU Scout skedde mot slutet av 1960-talet och början av 1970-talet. 1967 startade SMU nyingarbete som riktade sig mot barn i lågstadieåldern. 1972 slogs även SMU pojkscout och SMU flickscout ihop till ett enat SMU Scout, något som även skedde i de andra scoutförbunden. På SMUs riksmötet 1974 beslutade man att nyingarbetet skulle bli en del av SMU Scout och det fick namnet nyingscout. Även tonårsscoutarbetet började i den här vevan. 
I början av 80-talet arbetade SMUs scoututskott fram ett nytt scoutmaterial till scoutverksamheten. Med scoutmaterialet följde en rad märken som man fick då man deltagit i scout och projekten under ett år. För scout var det kniven, yxan, sågen och för tonårsscout var det jorden, fisken, duvan. För nyingscout var det inga märken.
1988 beslutade scoututskottet att SMU Scout även skulle infatta seniorarbetet. Seniorscout riktade sig till ungdomar som var 16 år och uppåt, främst då till och med 26 som är den internationella åldern på senior- eller roverscout, även om SMU Scout aldrig har uttalat en övre åldersgräns för seniorscout.
1992 anordnades rikslägret Möt mä' 92, en internationell jamboree med 8500 deltagare varav 1100 utländska. På grund av åldersgränsen på 12 år arrangerades läger på distriktsnivå för yngre som kallades Häng me'.
1997 utvecklade SMU Scout ett nytt scoutprogram. Man hade utvecklat och förtydligat projektmetodiken ännu mer i förhållande till de tidigare scoutprogrammen. Man samlade allt detta material i en enda pärm där allt var tänkt att kunna användas i alla de olika åldersgrupperna med lite justeringar. Materialet fick namnet Konten. 1999 anordnades det senaste rikslägret av SMU Scout, Trerixöset. Det arrangerades ihop med baptist- och  MKU-scout. Samlade drygt 8 000 scouter från hela landet. Runt om i landet genomfördes även läger med namnet Sagolikt för de som var för unga för Trerixöset.
Under de senare åren har SMU Scout fattat tre stora beslut, det första 2006 då man tillsammans med övriga scoutförbund beslutade om Färdplan för framtiden och 2007 då en ny gemensam petroleumblå scoutdräkt röstades igenom. Den senaste stora händelsen var 2007 då Svenska Missionskyrkans Ungdom överlät allt barn- och ungdomsarbete till equmenia.
På Riksstämman i Vännäs 2012 fattades beslut om att fortsätta utveckla den svenska scoutrörelsens struktur tillsammans med de andra förbunden. Detta innebär bland annat bildandet av Scouterna och ett på sikt avskaffande av Svenska scoutrådet. Riksstämman beslutade också att gå vidare med planerna på att skriva ett samverkanssavtal med Scouterna, och därmed att inte att gå in i organisationen Scouterna. Det beslutades också att inom en period på 18 månader verka för att lokalföreningarna byter namn från SMU-scout till equmeniascout. Efter riksscoutlägret Trampolin 2013 ändrades namnet från SMU Scout till equmeniascout.

## Organisation
SMU:s riksstämma var det högsta beslutande organet inom SMU, och detta gällde även scoutdelen. Rikstämman utsåg en styrelse som ledde organisationen mellan stämmorna. Styrelsen utsåg varje år ett scoutstag vars uppgift var att bereda och verkställa frågor rörande SMU:s scoutarbete, ansvara för SMU:s delaktighet i scouttidningarna Scouten och Scoutmagasinet samt hålla kontakten och behandla frågor från styrelsen, Svenska Scoutrådet, de andra scoutförbunden och anställd personal.

## Åldersindelning
SMU använde i många år egna åldersgrupper: Nyingscout (7-9 år), SMU-scout (10-12 år), Tonårsscout (13-15 år) och Seniorscout (16 år och uppåt). Liksom övriga scoutförbund under Svenska Scoutrådet använde SMU Scout de sista åren den förbundsgemensamma åldersindelningen.
Den uttalade undre åldersgränsen för ledare låg på 18 år. I många kårer blev dock scouter efter 16 år ledare, eller efter det att de hade fullföljt scoutledarutbildningen Ska'ut. Benämningen ledarscout/hjälpledare fanns på personer som ännu inte fyllt 18 år men som ändå hade en ledarfunktion inom kåren, dessa termer användes fram till upplösningen men var dock inte officiella inom SMU Scout då.

## Scoutdräkt och märkesordning

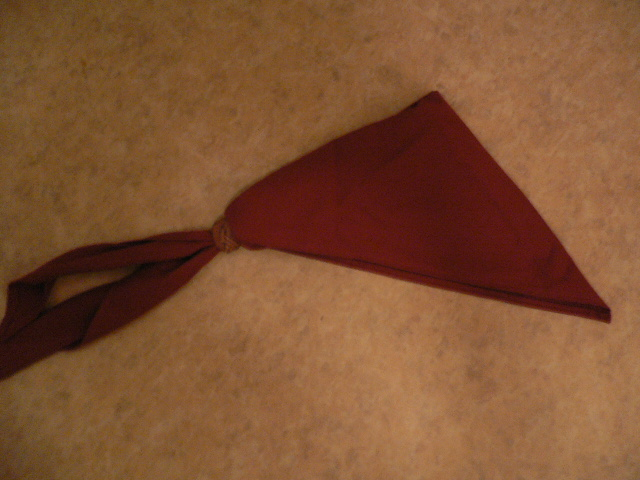
SMU Scouts tegelröda halsduk.

SMU Scout skiljde sig tidigare från övriga förbund då det var det enda av de fem förbunden med grön scoutskjorta. Emellertid så beslutades det under SMU:s riksmöte 2007 i Örebro att man tillsammans med övriga förbund i Sverige skulle enas om en ny scoutdräkt
, som trädde i kraft i och med Jiingijamborii i Rinkaby. Den nya scoutdräkten består inte längre av enbart en skjorta utan av en kollektion av plagg, en traditionell skjorta, en kortärmad skjorta och även lång- och kortärmade t-shirtar. Alla plagg är officiella och betraktas som likställda, tanken bakom det var att det inte skulle behöva bli för dyrt att klä sig enligt scoutings dresscode. Till scoutdräkten följde även en tegelröd halsduk, något som gällde både för den gamla och den nya scoutskjortan, det hade tidigare beslutats att man skulle byta färg på halsduken i och med den nya skjortan, men under riksmötet 2007 revs beslutet upp och färgen förblev den samma. Halsduken bars i motsats till de andra förbunden över kragen. I och med omorganisationen till equmeniascout ändrades scoutdräkten, se vidare i förbundets artikel.

## Ledarutbildningar
Inom SMU Scout fanns ett antal ledarutbildningar med olika inriktningar. Dels Ska'ut, en tredelad utbildning som riktar sig till blivande ledare, då främst inom SMU Scout. Tillsammans med baptistscout har SMU Scout även Scoutdax som till stor del syftar till att skapa kontakter inom scoutledarvärlden. Därtill kommer även den nationella Treklöver-Gilwellutbildningen som arrangeras tillsammans med övriga scoutförbund.

### Ska'ut
Ska'ut är en tredelad scoutledarutbildning som riktar sig mot blivande eller aktiva scoutledare runt om i kårerna. Varje distrikt inom missionskyrkan anordnar varsin kurs på olika platser runt om i landet. Den första delen av utbildningen kallas Ska'ut grön och är till största del som ett scoutläger där de grundläggande sakerna inom scouting tas upp, såsom kartläsning, allemansrätten och sjukvård, men även andakter och hur man hanterar olika typer av barn i olika situationer. 
Den andra delen av utbildningen kallas Ska'ut gul och tar upp organisationen scouting, både internationellt (WOSM, WAGGGS) och även nationellt (Svenska scoutrådet, SMU). På den här delen av utbildningen tas det även upp mer om tro och andlighet inom scoutverksamheten, samt hur man hanterar olika situationer som kan uppstå under ett scoutår. 
Den avslutande delen Ska'ut blå är en hajk som deltagarna själva har planerat, under hajken ska patrullen genomföra ett projekt och utnyttja de kunskaper som de fått under Ska'ut grön och gul.

### Treklöver-Gilwell

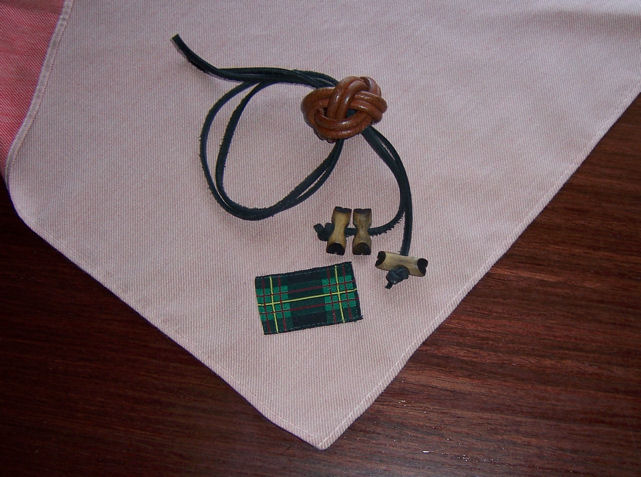
Treklöver-Gilwell

Treklöver-Gilwellutbildning är en utbildning inom den svenska scoutrörelsen som syftar till att scoutledare, främst de som är aktiva direkt i barn- och ungdomsarbetet, bättre ska klara uppgiften att utveckla och fördjupa scoutings idé. Detta sker genom att tillfälle ges till personlig utveckling och att man inhämtar för scouting specifika kunskaper och färdigheter. Utbildningen vill också ge gemenskap och inspiration för fortsatt ledarskap. Efter genomförd, till alla delar fullföljd utbildning erhålls Treklöver-Gilwellinsignierna.

## Riksscoutläger
SMU Scout genomförde under sin historia fem riksscoutläger.
- Vätterriks, 1963
- Stora Bergslaget, 1970
- Möt mä' 92, Vägsjöfors 1992
- Trerixöset, Olstorp i Ydre kommun 1999
- Trampolin, Loo 2013 (markerade övergången till equmeniascout)